# (21695) Hannahwolf
(21695) Hannahwolf est un astéroïde de la ceinture principale d'astéroïdes.

## Description
(21695) Hannahwolf est un astéroïde de la ceinture principale d'astéroïdes. Il fut découvert le 7 septembre 1999 à Socorro (Nouveau-Mexique) par le projet LINEAR. Il présente une orbite caractérisée par un demi-grand axe de 2,44 UA, une excentricité de 0,22 et une inclinaison de 3,3° par rapport à l'écliptique.

## Compléments